# 오타크링거 양조장
오타크링거 양조장(독일어: Ottakringer Brauerei)은 오스트리아의 맥주 양조장이다. 빈에 남아있는 마지막 대형 양조장이다.